# Lea Ackermann

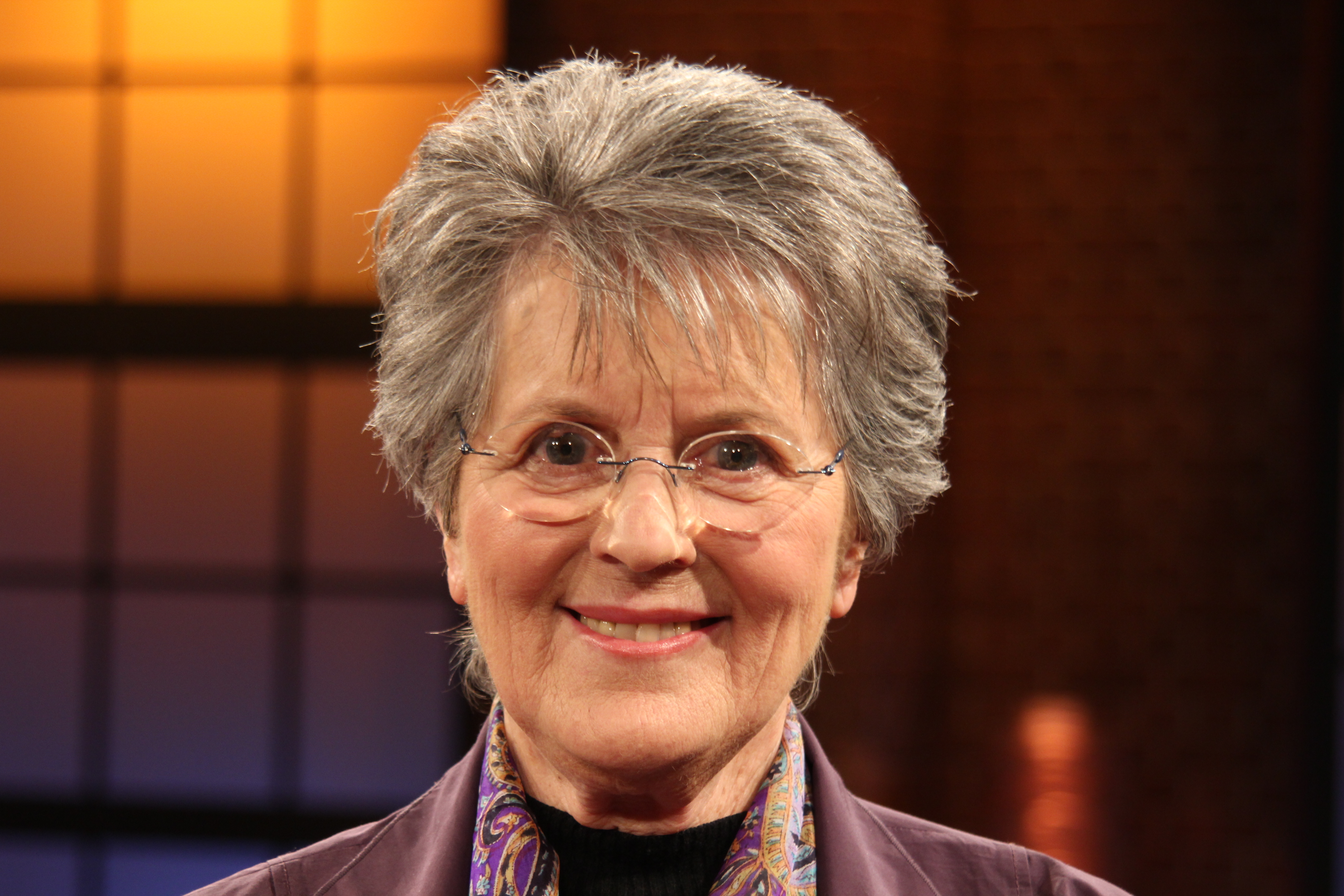
Lea Ackermann, 2012

Lea Ackermann SMNDA (* 2. Februar 1937 in Völklingen; † 31. Oktober 2023 in Trier) war eine deutsche Ordensschwester, Prostitutionsgegnerin und Gründerin der international tätigen Hilfs- und Lobbyorganisation SOLWODI.

## Leben
Lea Ackermann wurde in Völklingen geboren und wuchs in Klarenthal auf. Nach einer Lehre als Bankkauffrau in Saarbrücken trat sie 1960 dem Orden der Missionsschwestern Unserer Lieben Frau von Afrika („Weiße Schwestern“) bei. Sie studierte Sprachen, Theologie, Pädagogik und Psychologie und wurde 1977 an der Ludwig-Maximilians-Universität München mit der Arbeit Erziehung und Bildung in Ruanda in Pädagogik promoviert.
Als Lehrerin in Ruanda und Kenia erlebte sie, wie gerade die Frauen – durch die Zerstörung der kulturellen und wirtschaftlichen Ressourcen in die Verelendung getrieben – zu Opfern von Sex-Geschäften, sexueller Ausbeutung und Menschenhandel wurden. Aus ihren Erfahrungen mit von Sextourismus und Zwangsprostitution betroffenen Frauen entwickelte Ackermann ihr Missionsverständnis. 1985 gründete sie in Mombasa/Kenia das Frauenprojekt SOLWODI (Solidarity with women in distress, Solidarität mit Frauen in Not). Mitgründer von Solwodi war Fritz Köster SAC, der 2014 starb. Mit Beratungs- und Bildungsangeboten hilft das Projekt geschädigten Frauen, wieder auf eigene Füße kommen. Später gründete Ackermann mit Agnes Mailu SOLGIDI (Solidarity with girls in distress – Solidarität für Mädchen in Not).
Auch in Deutschland kümmern sich inzwischen mehrere SOLWODI-Kontaktstellen um ausländische Frauen, die im Versprechen auf Arbeit oder Heirat nach Deutschland kamen und Opfer von Zwangsprostitution und Menschenhandel wurden.
Am 29. Februar 2012 wurde Lea Ackermann für ihren Einsatz als Frauenrechtlerin mit dem Großen Verdienstkreuz ausgezeichnet. Am 12. Dezember 2019 zeichnete Bundesminister Gerd Müller Sr. Lea Ackermann mit der „EineWelt-Medaille in Gold“ für ihr Lebenswerk aus.
Im Juli 2020 übergab Ackermann die Leitung von Solwodi an Maria Decker. Im November 2020 gründete sie die Lea Ackermann Stiftung, deren Zweck es ist, Kindern und Jugendlichen in Afrika und weltweit aus Situationen zu helfen, die sie in ihrer Entwicklung hindern.
Sie wohnte in Hirzenach und zog wegen gesundheitlicher Probleme wenige Wochen vor ihrem Tod in ein Seniorenzentrum nach Trier. Am 31. Oktober 2023 starb sie im Alter von 86 Jahren. Nach Angabe von Solwodi sei sie nach einer Operation nicht mehr aus der Narkose aufgewacht.

## Ehrungen und Auszeichnungen
- Johanna-Loewenherz-Ehrenpreis des Landkreises Neuwied (1993)
- Verdienstorden der Bundesrepublik Deutschland (Verdienstkreuz 1. Klasse; 1996)
- Preis Frauen Europas (1998)
- Großes Stadtsiegel von Boppard (2001)[6]
- Verdienstorden Bul le Mérite des Bund Deutscher Kriminalbeamter (BDK) (2002)
- Verdienstorden des Landes Rheinland-Pfalz (2005)
- Nominierung der Initiative 1000 Frauen für den Friedensnobelpreis 2005 für den Nobelpreis
- Kettelerpreis der KAB-Stiftung ZASS für sozialpolitisches Engagement (2006)
- Aufnahme von der saarländischen, kommunalen Frauenbeauftragten in die Liste der 50 bedeutenden Saarländerinnen (2007)
- Romano-Guardini-Preis (2008)
- Ehrendoktorwürde der Universität Luzern (2008)
- Bayerischer Verdienstorden (2010)
- Itzel-Preis (2010)
- Verdienstorden der Bundesrepublik Deutschland (Großes Bundesverdienstkreuz; 2012)
- Augsburger Friedenspreis (2014)[7][8]
- Ehrendoktorwürde der Universität Erfurt (2015)
- Kirchheimbolander Friedenstagepreis (2017)
- Förderpreis der Ike- und Berthold-Roland-Stiftung 2019 für herausragendes soziales Engagement für Sr. Dr. Lea Ackermann und die SOLWODI-Mitarbeiterinnen (2019)
- „EineWelt-Medaille in Gold“ des Bundesministeriums für wirtschaftliche Zusammenarbeit und Entwicklung (2019)

## Publikationen (in Auswahl)
- mit Alicia Allgäuer und Mary Kreutzer: „In Freiheit leben, das war lange nur ein Traum“. Mutige Frauen erzählen von ihrer Flucht aus Gewalt und moderner Sklaverei. Kösel, München 2010, ISBN 978-3-466-30878-1.
- Ilse Lenz: Die Neue Frauenbewegung in Deutschland. Abschied vom kleinen Unterschied. VS Verlag für Sozialwissenschaften, Wiesbaden 2008, ISBN 978-3-531-14729-1.
- mit Reiner Engelmann (Hrsg.): Solidarität mit Frauen in Not. 20 Jahre SOLWODI e. V. Horlemann Verlag, Bad Honnef 2005.
- mit Fritz Köster, Cornelia Filter: Über Gott und die Welt. Gespräche am Küchentisch. Kösel, München 2007, ISBN 978-3-466-36737-5.
- „Um Gottes Willen, Lea!“ Mein Einsatz für Frauen in Not. Verlag Herder, Freiburg 2009, ISBN 978-3-451-06029-8.
- mit Michael Albus: Das ist der Gipfel! Ein Gespräch über Last und Lust des Älterwerdens. Patmos, Ostfildern 2021. ISBN 978-3-8436-1200-5.